# Паккі Боннер
Патрік Джозеф (Паккі) Боннер (англ. Patrick Joseph "Packie" Bonner; 24 травня 1960, Бертонпорт, Ірландія) — ірландський Футболіст, воротар. Більшу частину кар'єри провів у шотландському «Селтіку», за який зіграв 642 матчі у всіх турнірах. За національну збірну провів 80 матчів. Учасник двох чемпіонатів світу та одного чемпіонату Європи. За свою кар'єру виграв 10 титулів. Патрік запам'ятався своїм відбитим пенальті Даніеля Тімофте з збірної Румунії на Чемпіонаті світу з футболу 1990 в Італії під час післяматчевих пенальті.

## Кар'єра

### Клубна кар'єра
Свою кар'єру Патрік розпочав у ірландській команді Кіді Роверз у 1975 році. Після першого ж сезону перейшов до англійської команди Лестер Сіті, де провів три сезони. Влітку 1978 року перебрався до шотландської команди «Селтік», де провів більшу частину своєї кар'єри, а саме 17 сезонів. У перший свій сезон в Шотландії провів 2 матчі за команду, в наступному — взагалі жодного. Проте з третього сезону (1980–1981) стає на довгі 15 сезонів основним голкіпером команди. Кар'єру завершував у командах Кілмарнок (провів 3 сезони, жодного матчу) та Редінг (1 сезон, 0 матчів).
Завершив кар'єру у віці 39 років.

### Кар'єра у збірній
Кар'єру в збірній розпочав у віці 21 рік у товариському матчі проти збірної Польщі

## Досягнення
- Чемпіон Шотландії: 1978/79, 1980/81, 1981/82, 1985/86, 1987/88
- Володар Кубка Шотландії: 1979/80, 1987/88, 1988/89, 1994/95
- Володар Кубка Шотландської ліги: 1982/83

## Спадщина
Свого часу Боннер з проведеними 80 матчами за збірну був голкіпером, що зіграв найбільше ігор за Ірландію. Його рекорд у 2007 перевершив Шей Гівен, який станом на кінець 2011 року зіграв уже 120 матчів. Паккі став спортивним символом Ірландії завдяки своїй ролі в найпам'ятніших моментах футбольної історії, включаючи перемогу над англійцями на Євро 88, нічиї з тими ж таки англійцями та голландцями на чемпіонаті світу 1990 року, і звичайно ж, відбитому пенальті, яке дозволило збірній Ірландії вперше та востаннє вийти в 1/4 фіналу чемпіонату світу з футболу.

## Цікаві факти
Із своїми 642 матчами за «Селтік» він є голкіпером, який провів найбільше матчів за команду, та 5-им за кількістю проведених матчів серед гравців загалом.
Перший матч за збірну провів у віці рівно 21 рік.
Після найвідомішого відбитого пенальті у своїй кар'єрі, Боннер став героєм у Ірландії, і навіть заслужив похвалу Папи Римського Іоанна Павла II, який сказав таке: «Я знаю, що ви воротар. Я теж грав у футбол на цій позиції».